# Cardiacera punctulata
Cardiacera punctulata är en tvåvingeart som först beskrevs av Friedrich Georg Hendel 1914.  Cardiacera punctulata ingår i släktet Cardiacera och familjen Pyrgotidae. Inga underarter finns listade i Catalogue of Life.